# 빌럼 판 나사우 (1601년~1627년)

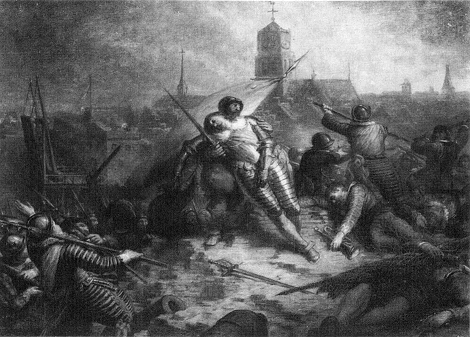
그롤 전투에서 사망한 나사우의 빌헬름

빌헬름 반 나사우, 빌렘 반 나사우라레크, 또는 프랑스어로 빌렘 라레크(1601년–1627년)은 네덜란드의 주요 군인 중 1명이었다. 30년 전쟁과 네덜란드 독립 전쟁의 주요 참전자로써 그는 오라녜 공작 마우리츠의 서자였다. 다른 서자들과 마찬가지로 그는 "나사우라레크"라는 성을 부여받았다. 그는 신성 로마 제국 영주 반 나사우라레크, 또는 프랑스에서는 유명한 이름으로 체발리에르 데 나사우라 불렸다. 1625년 그는 영토를 하사받아 데 레크 영주라 불렀다. 19살 때부터 그는 네덜란드 독립 전쟁 당시 스페인 제국에 맞서 싸우는 네덜란드 육군에서 복무했다. 1624년 그는 프레데리크 헨드리크를 대신해 홀란트 및 서프리슬란드의 부제독 직위를 하사받았다. 그는 카디츠 원정에 참여한 네덜란드 군함을 지휘했다. 1627년 그는 그렌로 포위전에 참여하였다. 포위가 거의 끝날 무렵인 8월 18일, 그는 프랑스군과 함께 전투를 벌이다가 총상을 입었고, 나중에 그것이 치명적인 부상이었음이 밝혀졌다. 그는 26살 생일이 되는 해 죽었다.

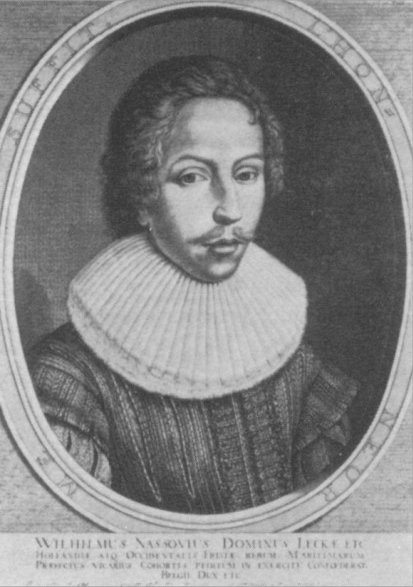
1620년 빌헬름 나사우의 모습.

1627년 4월 4일, 그가 죽기 전 그는 아나 반데르 누트와 결혼했다. 그의 슬하에는 바바라 아우구스티누스 콕스와 빌렘 반 나사우라는 아들만 있었을 뿐이다.